# Aldwych (stacja metra)
Aldwych – nieczynna stacja metra londyńskiego na odgałęzieniu linii Piccadilly, położona na terenie City of Westminster, przy skrzyżowaniu ulic Strand i Surrey Street.

## Historia
Stacja została oddana do użytku przez Great Northern, Piccadilly and Brompton Railway 30 listopada 1907 roku, początkowo nosząc nazwę Strand. Budynek stacji zbudowano w miejscu wyburzonego teatru Royal Strand Theatre. 9 czerwca 1915 roku nazwa stacji została zmieniona na Aldwych, w celu uniknięcia pomyłek z inną stacją nazwaną Strand na linii Northern, należącą do Charing Cross, Euston and Hampstead Railway (obecnie jest ona częścią stacji Charing Cross).
Liczba pasażerów korzystających ze stacji była niższa od spodziewanej, w związku z czym w 1917 roku zamknięto jeden z dwóch peronów. Podczas II wojny światowej stacja Aldwych była wyłączona z użytku, służąc jako schron dla ludności. W tunelach łączących stację z linią Piccadilly przechowywana była wówczas część zbiorów Muzeum Brytyjskiego. W 1946 roku stacja została otwarta ponownie, pozostając w użyciu do 30 września 1994 roku. Stacja nie cieszyła się dużą popularnością i obsługiwana była przez niewielką liczbę połączeń. Ostatecznym powodem zamknięcia stacji była konieczność wymiany wind, która z racji niewielkiej liczby pasażerów korzystających ze stacji była nieopłacalna.
Obecnie stacja często wykorzystawana jest jako plan filmowy. Na Aldwych kręcone były m.in. filmy 28 tygodni później, Dobry agent, Lęk, Pokuta oraz V jak vendetta. W 1998 roku została również przedstawiona jako jeden z poziomów w grze wideo Tomb Raider III. W 2011 roku została uznana za zabytek II stopnia (Grade II). Aldwych jest również kilka razy w roku otwierana dla zwiedzających przez zarząd London Transport Museum, dzięki czemu istnieje możliwość zwiedzenia stacji i zobaczenia m.in. oryginalnych plakatów z czasów wojny.

## Galeria

Plan stacji Aldwych
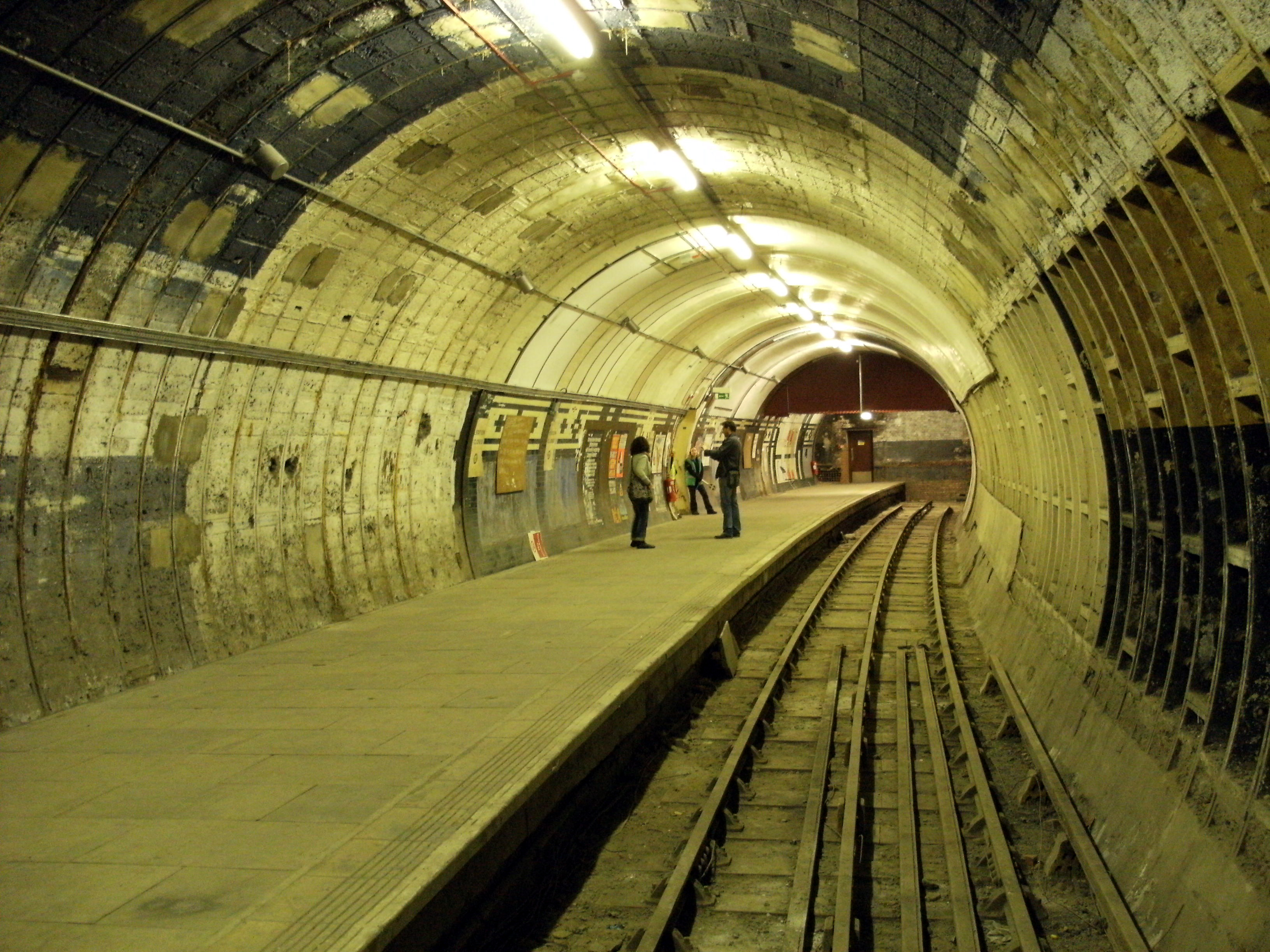
Peron 2 zamknięty w 1917 roku
Schemat odgałęzienia Aldwych na linii Piccadilly